# Саљански рејон
Саљански рејон (азер. Salyan rayonu), једна је од 78 административно-територијалних јединица Азербејџана. Налази се у пределу региона Аран. Административни центар рејона се налази у граду Саљан. 
Саљански рејон обухвата површину од 1.790 km² и има 124.900 становника (подаци из 2011). 
Административно, рејон се даље дели у 45 мањих општина.